# Josep Mussons
Josep Mussons Mata (Igualada, Barcelona; 15 de julio de 1925-17 de abril de 2021) fue un empresario y dirigente deportivo español.
Fue miembro de la junta directiva del Fútbol Club Barcelona desde 1978 hasta el 2000 durante la presidencia de José Luis Núñez asumiendo los cargos de presidente de las Secciones Deportivas (1978-1979), tercer vicepresidente y presidente del Fútbol Base (1980-2000). Fue uno de los principales gestores de La Masía, la escuela y residencia de las jóvenes promesas del club. En el año 2000, cuando dejó la junta directiva, fue nombrado Presidente de Honor del Fútbol Base.
A nivel empresarial fue uno de los fundadores en España de la empresa de pan de molde Bimbo, donde fue gerente de fábrica, director de área y director general desde 1964 hasta que se retiró en 1995. Fue cofundador de la Feria Alimentaria, además directivo de la Asociación de Industrias de Alimentación y Bebidas de Transprime.
Durante catorce años desde 1981 a 1995, fue consejero general y secretario del Consejo de Administración de La Caixa, primero en la antigua Caja de Barcelona y luego, tras la fusión de 1990, en la actual Caja de Ahorros y Pensiones de Barcelona, durante la presidencia de Juan Antonio Samaranch. También fue consejero de Acesa (ahora convertido en Abertis), de Acesa Logística, de Túnel del Cadí, de Aucat y de Areamed.
Fallece el sábado 17 de abril de 2021 a los 95 años de edad víctima del COVID-19.

## Orígenes
Josep Mussons nació el 15 de julio de 1925 en el número 100 de la calle de la Soledad en Igualada, hijo de Santiago Mussons Capdevila y Ramona Mata Miguel. Ocho meses después se trasladaron a La Rambla y posteriormente hacia Ódena. Cursó estudios en los Escolapios de Igualada, graduándose de Perito Mercantil, y posteriormente se diplomó en Dirección y Administración de Empresas por ESADE. De joven Josep Mussons era aficionado al fútbol. Al terminar la guerra civil española, fundó un equipo juvenil llamado "Aspirantat d'A. C." que reunía a los aspirantes de Acción Católica. 
A los catorce años perdió a su padre, quien le dejó una cartera de seguros, que el joven Mussons continuó con la ayuda de un tío. También comercializó montañas de corteza, que adquirían de los curtidores de Igualada. Fue fundador y director del semanario "Igualada Deportiva", que se hacía eco de las actividades de las diecisiete entidades deportivas que había en ese momento en Igualada. Fue promotor teatral, delegado de Educación y Descanso, y montó la organización boxística de Igualada. Practicó como comentarista deportivo radiofónico en una emisora radial pirata situada en el desván de Josep Maria Prat, que posteriormente el alcalde Matosas semi-oficializa como Radio Igualada. Con otros dos socios, costeó la construcción del Velódromo de Igualada. Con el seudónimo "Juan Balón" firmó artículos en el boletín del C. F. Igualada entre 1944 a 1947 e "Igualada Deportiva" entre 1951 a 1954.
En 1948 entró como vocal del C. F. Igualada, club donde en 1950 fue nombrado secretario general y que presidió durante la temporada 1961-62. Durante su presidencia en el club igualadí, añadió unas rayas blancas al jersey de los jugadores. En 1965 Mussons trasladó su residencia a Barcelona, debido a sus responsabilidades en Bimbo. En 1978 fue elegido entre los cinco primeros socios de honor del C. F. Igualada. Josep Mussons ha sido presidente de la Cofradía del Caracol de Barcelona, cofrade de Mérito de la Cofradía de la Vinyala de Anoia, y Presidente de honor de la Asociación de igualadinas Foráneos.

## Empresa Bimbo
La empresa Bimbo fue fundada en México por empresarios mexicanos de ascendencia catalana en diciembre de 1945, pocos meses después de terminarse la Segunda Guerra Mundial. El principal éxito de la empresa Bimbo fue fabricar pan de molde en un envase protector y con altos controles de calidad, como soporte para comidas informales.
En España, la empresa Bimbo se fundó en Barcelona, el 4 de marzo de 1964, con Josep Mussons como uno de sus fundadores. Las actividades productivas se iniciaron el 21 de febrero de 1965, cuando el primer pan de molde, réplica del primer Bimbo de México, salió de la fábrica en Granollers. Los comienzos fueron difíciles y después de varias alianzas, la empresa experimentó su crecimiento más importante a partir de la década de 1980. En 1970, Josep Mussons, entonces director de Bimbo, ideó el conocido álbum de cromos llamado El porqué de las cosas que explicaba el porqué de las cosas. Esta idea se gestó en la Fonda Europa de Granollers, donde el equipo directivo se solía reunir para comer. Representantes de la empresa visitaron muchos colegios, repartiendo álbumes y cromos entre los niños para iniciar la colección. Se jubiló en 1995, a los 70 años.

## Junta Directiva del F. C. Barcelona
En 1978 formó parte de la candidatura a la presidencia del Fútbol Club Barcelona encabezada por el directivo igualadí Nicolau Casaus. A pesar de perder las elecciones, finalmente ambos se integraron al equipo de José Luis Núñez. Se constituyó la primera junta directiva de Núñez con Casaus, Joan Gaspart y Casals como vicepresidentes y Josep Mussons como vicetesorero y Presidente de las Secciones Deportivas del club. Uno de los puntos básicos de Mussons fue transformar la figura de delegado de cada sección, para que ejercieran como si fueran presidentes de un club independiente, con ingresos provenientes de la taquilla y la televisión, buscando nivelar ingresos y gastos, aceptando publicidad en las camisetas y potenciando el plantel.
Debido a su éxito en la gestión de las secciones durante el primer año, se gana la fama de hombre enérgico. El 29 de noviembre de 1979 fue designado como tercer vicepresidente del Fútbol Club Barcelona, cargo que mantuvo hasta el año 2000. Como responsable del Fútbol base, Mussons fue uno de los principales gestores de La Masía, creada en 1979, con el objetivo de mejorar la calidad de vida de los jóvenes del club. 
Durante la presidencia de Joan Gaspart, fue designado como Presidente Honorífico del Fútbol base del F. C. Barcelona y el directivo Jesús Farga tomó el relevo en el cargo. Es autor del libro "El Barça visto por dentro", publicado en 2003 por Editorial Milenio, con prólogo de Miquel Roca, en el cual se muestran sus experiencias cuando ejercía como uno de los dirigentes del club.

## Premios y distinciones
- Mejor dirigente deportivo de Cataluña (1999) por la Asociación Catalana de Dirigentes del Deporte.
- Medalla al mérito deportivo de la Ciudad de Igualada.
- Medalla del Consejo Superior de Deportes.
- Medalla de plata de la Cruz Roja.
- Escudo de oro del Club Natación Igualada.
- Socio de honor del Club d'Escacs.
- expresidente y Socio de Honor del C. F. Igualada.
- Igualadino del Año (1984).
- Presidente de Honor de la Asociación de igualadinas Foráneos.
- Prohombre en Jefe de la Cofradía Gastronómica del Caracol.